# أرت ويبستر
أرت ويبستر هو سياسي كندي، ولد في 31 ديسمبر 1946 في تورونتو في كندا. نشط حزبياً في Yukon New Democratic Party ‏. وقد انتخب عضو الجمعية التشريعية في يوكون ‏.